# گورشنگلی
ایران یکی از کشورهای مهم منطقه خاور میانه و به عنوان یک کشور باستانی و تاریخ کهن در جهان شناخته می‌شود. به خاطر اینکه ایران باستان مدت زمان زیادی در مسیر ارتباطی بین اروپا و آسیا قرار داشته یک تنوع قومی و  قبیله‌ای و تاریخی بسیار جالب توجه در جای جای آن شکل گرفته‌است. در موارد زیادی با وجود اهمیت زیاد این خرده فرهنگ‌ها به دلیل عدم رسیدگی یا ضبط نشدن به موقع در حال از بین رفتن است یا کاملاً از بین رفته‌است به فراموشی کامل سپرده شده‌است. این مقاله قصد دارد یکی از این مناطق در حال فراموشی که به نظر تاریخ بسیار کهن چندین هزار ساله را در دل خود پنهان کرده‌است را معرفی کند. به خاطر اینکه اطلاعات جمع‌آوری شده بیشتر حالت میدانی دارد و از طریق افراد قدیمی که هنوز در قید حیات هستند یا تاریخ مناطق همجوار صورت گرفته شاید برای تکمیل بخش‌هایی از مقاله اطلاعات زیادتری لازم باشد که بعداً اضافه گردد؛ بنابراین نویسنده مقاله حق مقداری تغییر را که به روشن‌تر شدن موضوع کمک کند برای خواننده محفوظ می‌دارد. هرچند ایجاد تغییرات مستلزم ارائه مرجع مستدل است.
مطالب زیر در این مقاله مورد بحث قرار خواد گرفت:

## وجه تسمیه گورشنگلی
اسم منطقه گورشنگلی از نام شنگل شاه گرفته شده‌است. شنگل در چینی به معنای خاقان چین است (中国皇帝). شنگل یکی از نوادگان منتسب به چنگیز خان مغول ( 成吉思汗) بنیان‌گذار ایلخانی مغول و امپراطوری بزرگ مغول بوده که در زمان خویش بزرگ‌ترین امپراطوری به حساب می‌آمده. شنگل شاه داری قبر نامعلومی است ولی قراین و شواهد زیادی وجود دارد که قبر او در کنده موجود در بخش باستانی گورشنگلی زیر تلی از آوار مدفون شده باشد. در زبان محلی ساکنان گورشنگلی به هر مکان تاریخی که اکتشاف باستان‌شناسی به عمل آمده باشد کنده گفته می‌گویند. از لحاظ تقسیمات میراث فرهنگی کلیه آثار تاریخی موجود در این منطقه مربوط به اداره میراث فرهنگی شهرستان بروجن می‌باشد. از آنجایی که هیچ سندی در اداره میراث فرهنگی شهرستان بروجنهیچ سندی در ارتباط با گورشنگلی به ثبت نرسیده به نظر می‌رسد تمام کنده کاری‌هایی که در بخش تاریخی انجام شده غیرقانونی انجام شده. متأسفانه احداث خط لوله گاز در مجاورت این مکان باستانی باعث تخریب جدی کارونسرای کنده شده‌است. بی‌توجهی بیش از حد شاید تمام باقی مانده‌های این مکان تاریخی را از بین ببرد.

## اهمیت تاریخی و باستانی کنده گورشنگلی
طبق اطلاعاتی که از افراد کهنسال منطقه بدست آمده‌است تاریخ این منطقه به حادثه‌ای مربوط می‌شود که حدود ۷۰۰–۱۰۰۰ سال پیش رخ داده‌است. در آن زمان یک اصیل زاده چینی به نام شنگل شاه که قصد عبور از این منطقه را داشته‌است در این‌جا برف گیر می‌شود و به خاطر سرمای زیاد زمستان مریض می‌گردد و در همین‌جا به خاک سپرده می‌شود. خیلی از افراد که علاقه تاریخی به شاهنامه و فردوسی دارند این شنگل شاه را همان شنگل شاه معروف در شاهنامه فردوسی معرفی می‌کنند که یک شاه چینی بوده و هند را به سیطره خود کشیده بوده. اگر این بیان درست باشد شنگل شاه باید از نوادگان مغول باشد که از منطقه شمالی چین که مغولستان داخلی خوانده می‌شود () آمده بوده. به باور خیلی‌ها کنده باستانی و منطقه تاریخی موجود در کنار جاده اصلی مربوط به بازماندگان شنگل شاه هستند. به نظر می‌رسد که یک روستای باستانی در این منطقه وجود داشته که در زمان گذشته نامعلوم در اثر زلزله به کلی نابود شده‌است. هرچند خرابه‌هایی از این روستا و یک قبرستان از آن روستا به جا مانده که آثاری از آن در کنار خط لوله گاز شمال جنوب هنوز وجود دارد. به علاوه یک روستای باستانی دیگر هم در امتداد این روستا و در ورودی چشمه ذینل وجود دارد که به طرز غریبی شباهت‌های زیادی با این دو به چشم می‌خورد. به نظر می‌رسد آن منطقه هم به این منطقه ارتباط داشته و در زمام مشابهی به دلیل مشابهی کاملاً تخریب شده‌است. هر چند قبرستان مشابهی در آن روستا وجود دارد.

## موقعیت جغرافیایی و سعت منطقه‌ای
منطقه گورشنگلی از سمت شمال به کوه دودولو و تنگ کاسنی می‌رسد. فی الواقع مرز مشخصی از منتهی علیه شمالی منطقه وجود ندارد. به‌طور تقریبی می‌توان گفت که منطقه چشمه زینل حد منتهی‌الیه بخش شمالی منطقه است. نکته جالب جغرافیای منطقه این است که منطقه گورشنگلی از سمت شمال با تالاب بین المللی گندمان هم مرز می باشد. در سمت غرب و شمال غرب طبق مدارک مستند موجود که در زمان رضا خان تنظیم شده‌است و در حال حاضر در اداره ثبت اسناد و املاک مرکزی اصفهان نگهداری می‌شود منطقه به تپه‌های کژدمی و کوه هزار دره محدود می‌گردد. به‌طور تقریبی این منطقه از سمت غرب محدود به سبزکوه بختیاری است. هرچند در محدود غربی منطقه هنوز حرف و حدیث وجود دارد. عده‌ای این منطقه را محدود به تپه‌های شرقی سرپیر می‌دانند که البته تا حدی با بررسی گذشته منطقه به ربط نمی‌باشد. به‌طور کلی مرز شرقی منطقه به‌طور مشخص و دقیق معلوم نمی‌باشد. مرزی جنوبی و جنوب شرقی منطقه محدود به کوه پرنظامی و روستای ده توت است. این مرز در طور زمان به صورت دقیق و بدون تغییر مانده‌است و به احتمال زیاد سالیان سال به همین صورت حفظ خواهد شد. دلیل این ادعا وجود رشته کوهی نسبتاً کم ارتفاع است که در این مرز واقع شده‌است. این مرز به‌طور دقیق مرز استان اصفهان و استان چهارمحال بختیاری است. منطقه از سمت شرق به روستای گدارکبک و دره کوره و رودخانه سولگان محدود می‌گردد.

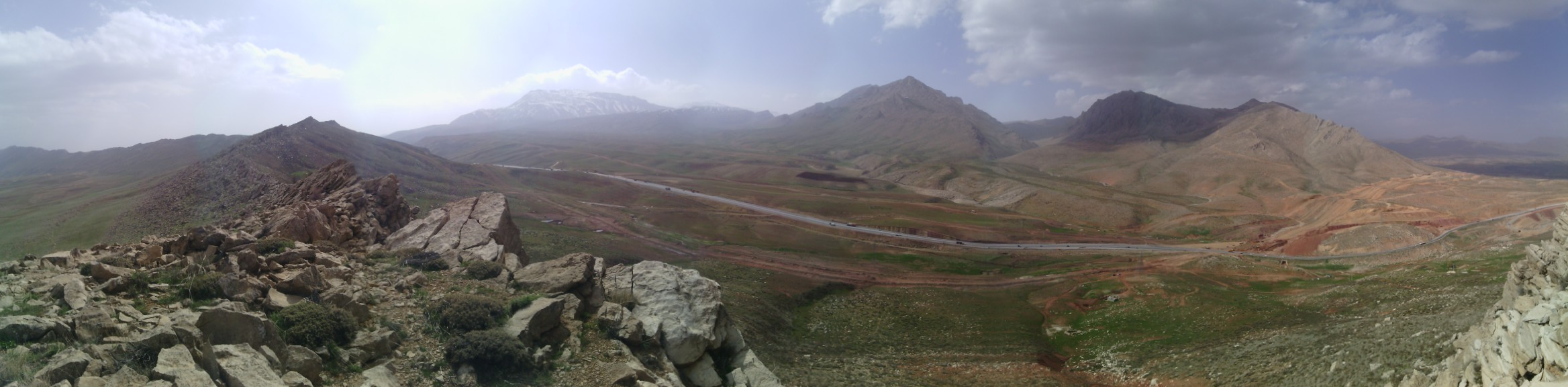
کل منطقه گورشنگلی احاطه شده در میان گوههای بختیاری

نقشه زیر حدود منطقه را نشان می‌دهد.

## اهمیت ژوپولیتیکی منطقه گورشنگلی
این منطقه از دیرباز در مسیر گذر کاروان‌ها و قافله‌هایی بوده که از جنوب ایران سعی داشتند خود را به مرکز (اصفهان کنونی) و شمال که در زمان قدیم به جاده ابریشم مشهور بوده برسانندتا بتوانند به چین رفت آمد کنند. تقریباً این وضعیت تا زمان حال هم حفظ شده و این گذرگاه یه گذرگاه مهم است که بخش جنوب غربی گشور که توسط رشته گوه‌های زاگرس از مرکز و شمال ایران جدا شده را به منطقه مرکزی و شمالی ایران توسط جاده ترانزیتی اهواز- اصفهان به هم وصل کرده‌است؛ و بخاطر انبوه کوه‌های سربه فلک کشیده زاگرس که در اطراف این جاده وجود دارد پوشش حفاظتی بسیار خوبی را برای ان به وجود آورده‌است.

## بافت گیاهی و تنوع زیستی و آب و هوا

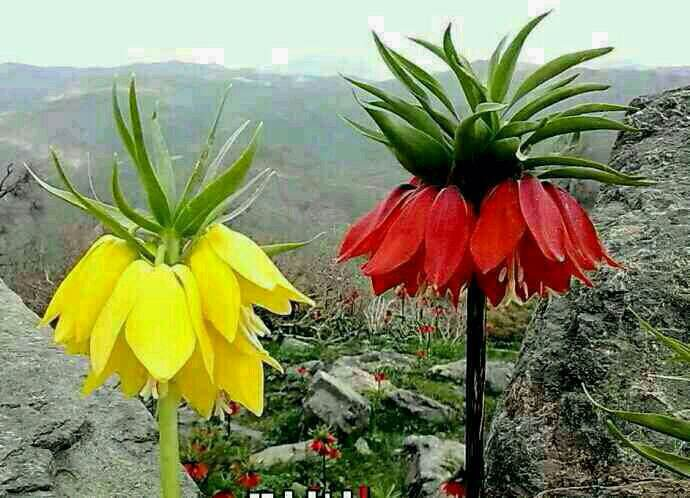
نمونه‌ای از لاله‌های واژگون که در منطقه گورشنگلی رشد می‌کند

به علت ماهیت کوهستانی مرتفع، که در مسیر بادهای مرطوب سیستم‌های مدیترانه‌ای قرار داشته و موجب صعود و تخلیه بار این سامانه‌ها می‌گردد، این منطقه دارای بارش نسبتاً مناسب است به حدی که با وجود داشتن مساخت بسیار محدود، درصد قابل توجهی از منابع آب استان را در اختیار دارد. گوه بر این ادعا وجود سه رودخانه بسیار پرآبی است که از این منطقه سرچشمه می‌گیرد یا عبور می‌کند و سرچشمه‌های رود پرآب کارون را تشکیل می‌دهد. ریزش‌های جوی و برف و باران درکوه‌های این استان منشأ معروفترین رودخانه‌های دائمی جنوب غربی و مرکزی ایران یعنی کارون و زاینده رود هستند و بخشی از آبخیزهای این دو رودخانه را شامل می‌شود. کارون بزرگ‌ترین رودخانه ایران که به سبب سد سازی‌های فراوان و انتقال نادرست اب به استان‌های یزد و کوهای چهارمحال و بختیاری برای آبیاری درختان بادام در سنگلاخه‌های کوهه، این دو رودخانه دائمی در معرض تهدید قرار گرفته‌اند.
از جمله گیاهانی که در این منطقه رشد می‌کنند می‌توان به گون ٬لاله‌های واژگون ٬درختچه‌های بادام وحشی و درخت مردار اشاره کرد. نمونه‌های بسیار متنوعی از درختچه گون در منطقه رشد می‌کند که اندازه آن‌ها گاهی از یک بته کوچک تا یه درختچه بزرگ دیده می‌شود.

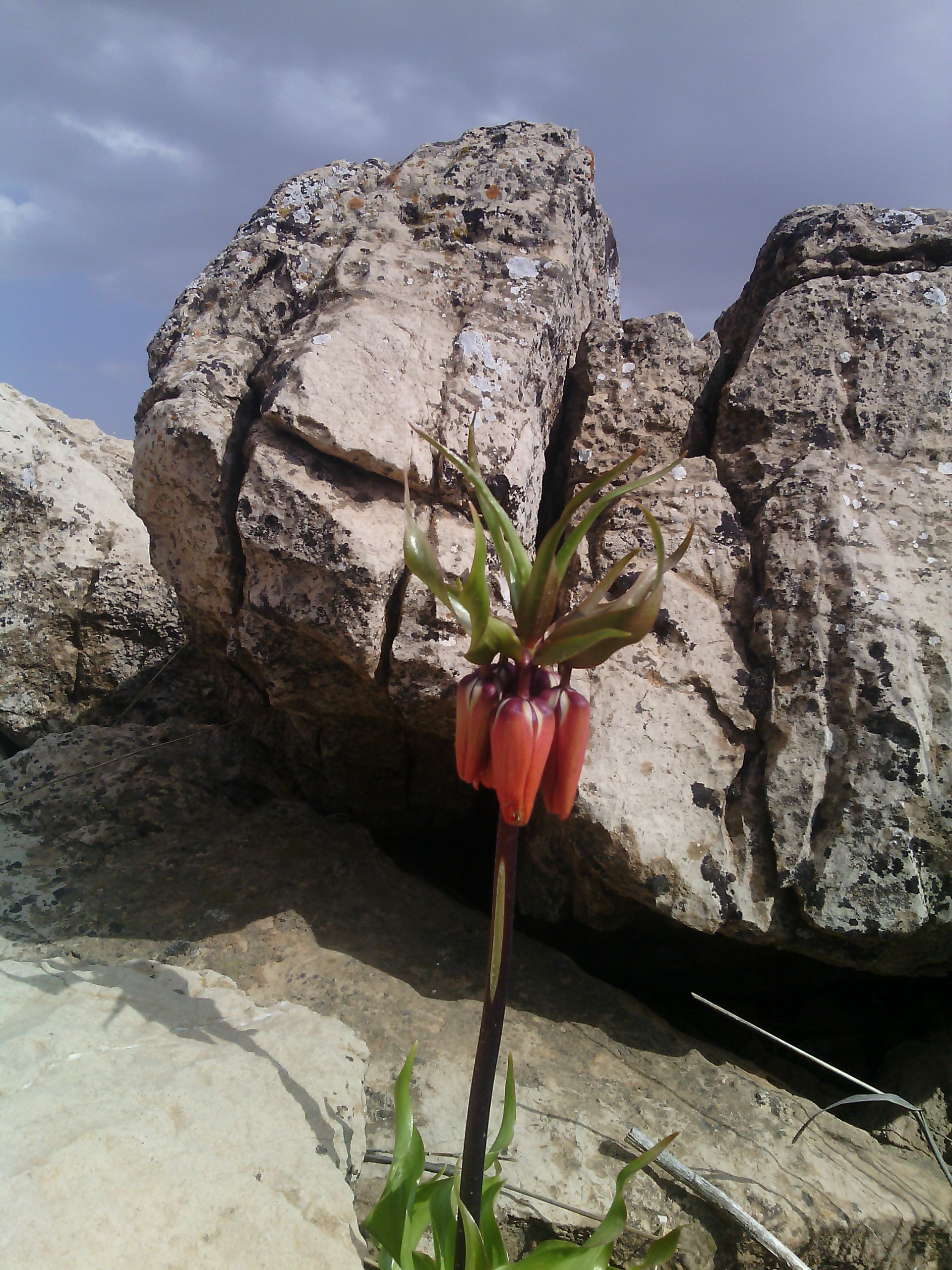
نمونه‌ای از گل‌های سرنگون منطقه گورشنگلی

جهت اطلاعات بیشتر از تنوع این گیاهان سردسیری می‌توانید از اطلاعات موجود در بانک اطلاعاتی موزه منابع طبیعی لندن استفاده کنید.

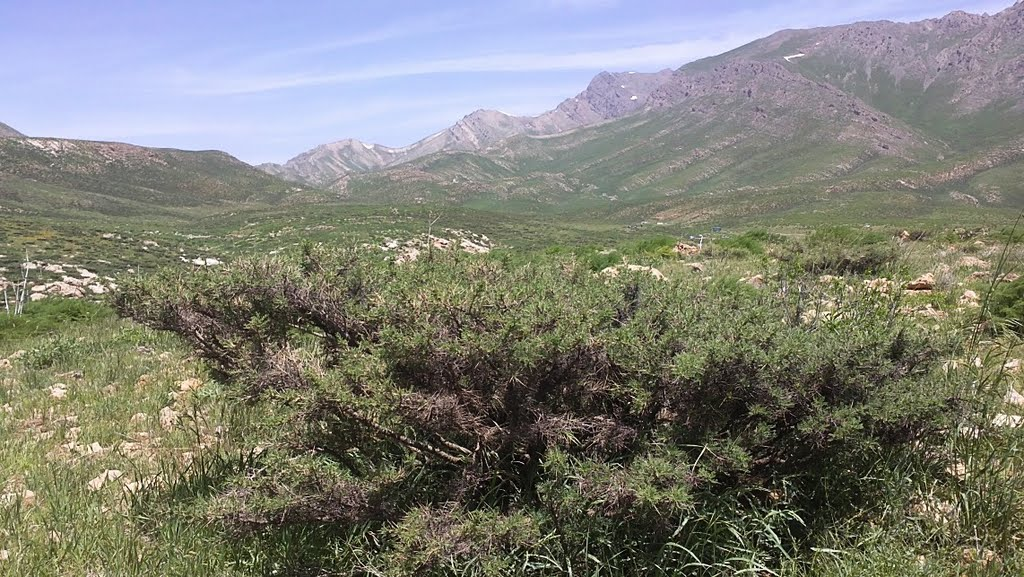
درختچه گون مناطق سردسیر

## جاذبه‌های گردشگری منطقه گورشنگلی
این منظقه یکی از صاف‌ترین آسمان‌ها را در شب دارد. به دلیل ارتفاع منطقه از سطح دریا می‌توان به راحتی باران‌های برساوشی را در تابستان یا اویل پاییز و اواخر بهار مشاهده نمود.